# Diorinos
Diorinos (Diorini) é uma tribo de coleóptero da subfamília Cerambycinae, na qual compreende um único gênero e espécie.

## Distribuição
A tribo distribui-se pela Bolívia, Brasil e Guiana Francesa.

## Gênero
- Diorus